# 斯特靈鎮區 (明尼蘇達州布盧厄斯縣)
斯特靈鎮區（英語：Sterling Township）是位於美國明尼蘇達州布盧厄斯縣的一個行政鎮區。

## 地方資料
斯特靈鎮區的面積為93.30平方千米，當中陸地面積為89.10平方千米，而水域面積為4.20平方千米。根據2020年美國人口普查的數據，當地共有人口244人，而人口密度為每平方千米2.62人。